# خودکار (نوشت‌افزار)
قلم خودکار نوک‌ساچمه‌ای، خودکار یا بایرو (به انگلیسی: Biro) گونه‌ای ابزار نوشتاری نوین یا گونه‌ای قلم است. خودکار دارای یک لولهٔ داخلی است همراه با رزانه (جوهر) چسبناکی که با چرخش ساچمه یا گوی کوچک فلزی (با ۰٫۷ تا ۱٫۶ میلی‌متر قطر) از جنس برنج، فولاد یا تنگستن کربید در نوک آن، در زمان استفاده پخش می‌شود.
«خودکار نوک‌ساچمه‌ای» را لاسلو بیرو، مخترع و روزنامه‌نگار اهل مجارستان، در سال ۱۹۳۱ میلادی اختراع کرد.
او از برادرش که شیمی‌دان بود یاری گرفت و با تغییراتی کم در مرکب رزانه (جوهر)، کمی از غلظت آن کم کرد و چیزی همانند جوهر خودکار امروزی را ابداع نمود ولی با این حال هنوز هم این جوهر غلظت بالایی برای روان شدن در خودنویس داشت و لذا خودنویس را کنار گذاشت و به فکر قلم جدیدی افتاد که بتواند این جوهر غلیظ را -که سریع هم خشک می‌شود- به سطح کاغذ برساند؛ بنابراین، با کمک برادر خود توانست یک ساختار جدید که ما امروز در فارسی به نام «خودکار» و در انگلیسی به نام ball point pen (قلم نوک‌ساچمه‌ای) می‌شناسیم، اختراع کند. ساختار خودکار بسیار ظریف اما در عین حال بسیار ساده است.
خودکار از سه قسمت اصلی تشکیل شده‌است. ساچمه در نوک و محل برخورد با کاغذ، بدنهٔ نگه‌دارندهٔ ساچمه، و نهایتاً مخزن جوهر غلیظ خودکار.

## ویژگی‌های یک خودکار خوب

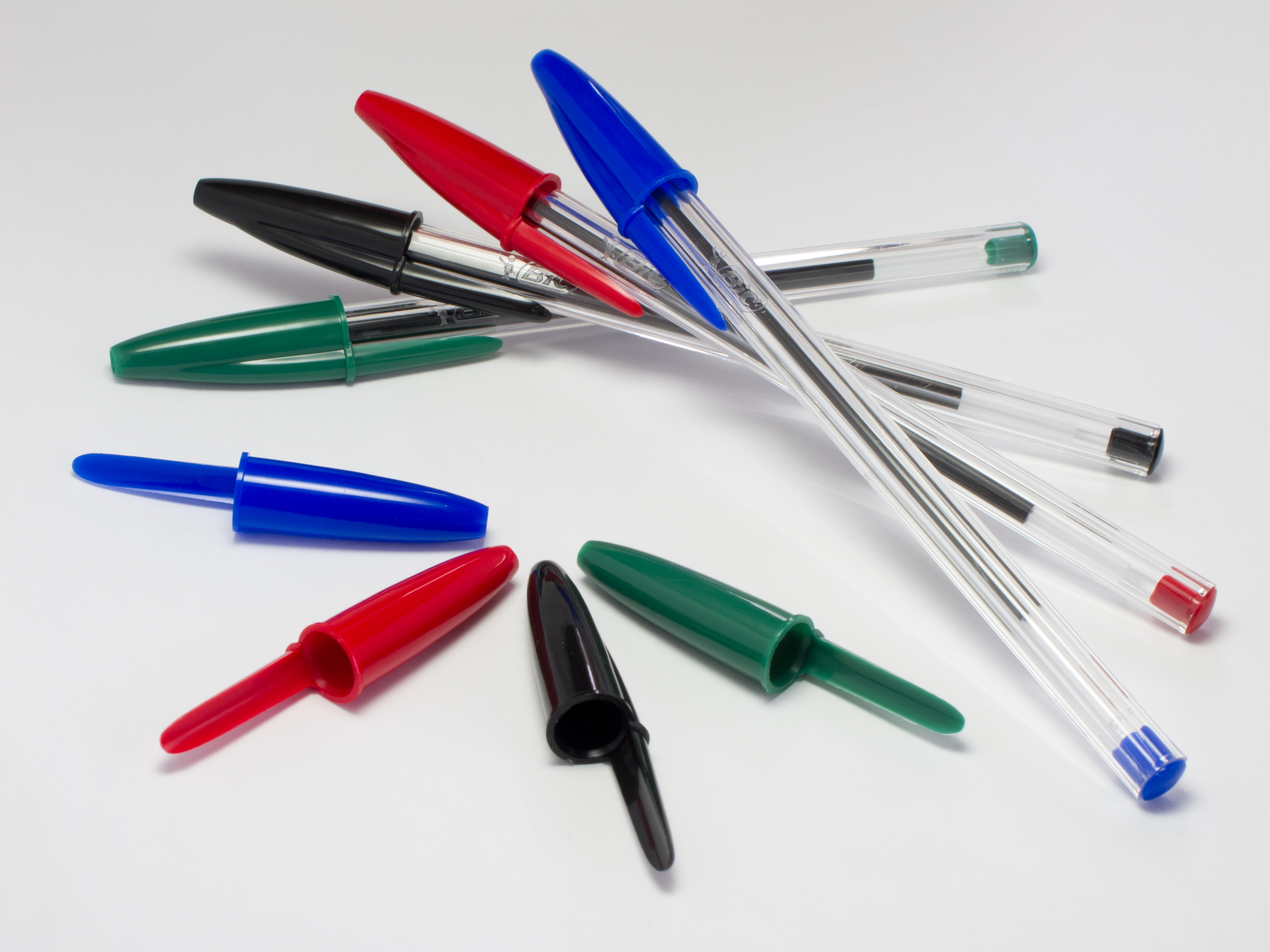
نمونه‌ای از خودکار بیک

خودکار نامناسب باعث درد مچ دست و انگشتان می‌شود. از ویژگی‌های یک خودکار خوب برای نوشتن‌های درازمدت می‌توان به موارد زیر اشاره کرد:
- خودکارهای با سطح مقطع سه‌گوش از خودکارهای با سطح مقطع دایره‌ای بهترند.
- خودکارهایی که دارای پوشش لاستیکی نرم هستند، باعث ناراحتی انگشتان نمی‌شوند.
- افرادی که به هنگام نوشتن خودکار را زیاد فشار می‌دهند، معمولاً در انگشت اشاره خود احساس درد می‌کنند. در این صورت باید از خودکارها با پوشش لاستیکی ارتجاعی استفاده کنند.
- خودکار خوب به گونه‌ای است که اندازه مناسب دارد و به راحتی در دست قرار می‌گیرد.

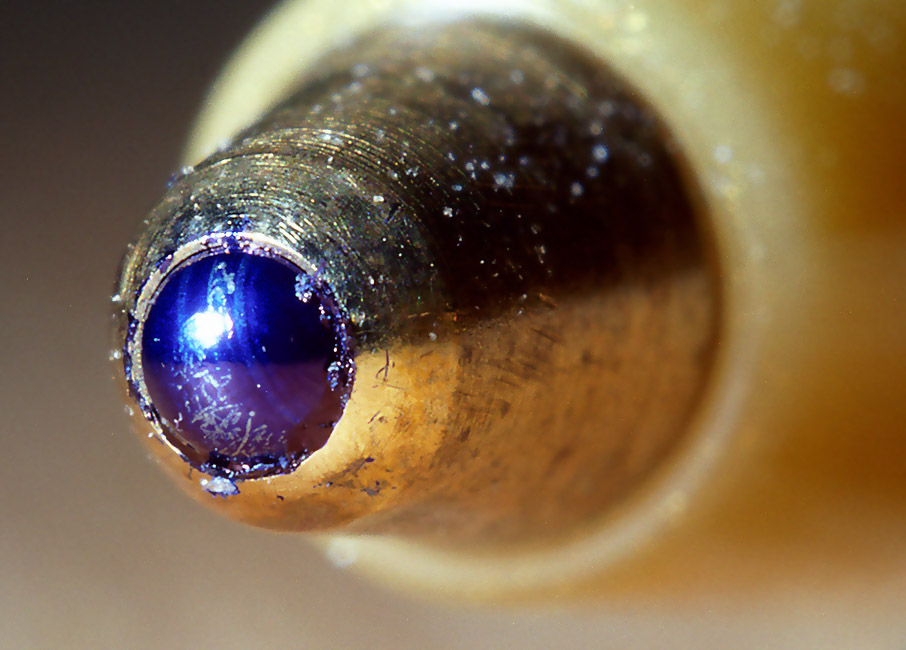
تصویری از نوک یک خودکار بیک که بزرگنمایی شده‌است.

## تاریخچه
نخستین بار اختراع خودکار در سال ۱۸۸۸ میلادی بنام John J. Loud ثبت شد. او دباغ چرم بود و سعی داشت قلمی بسازد که بتواند روی چرم‌های دباغی شده خود چیزی  بنویسد. کاری که خودنویس‌های آن زمان قادر به انجام آن نبودند.
لازلو بیرو مخترع مجارستانی، در سال ۱۹۳۱ میلادی خودکار نوک ساچمه‌ای را اختراع کرد.

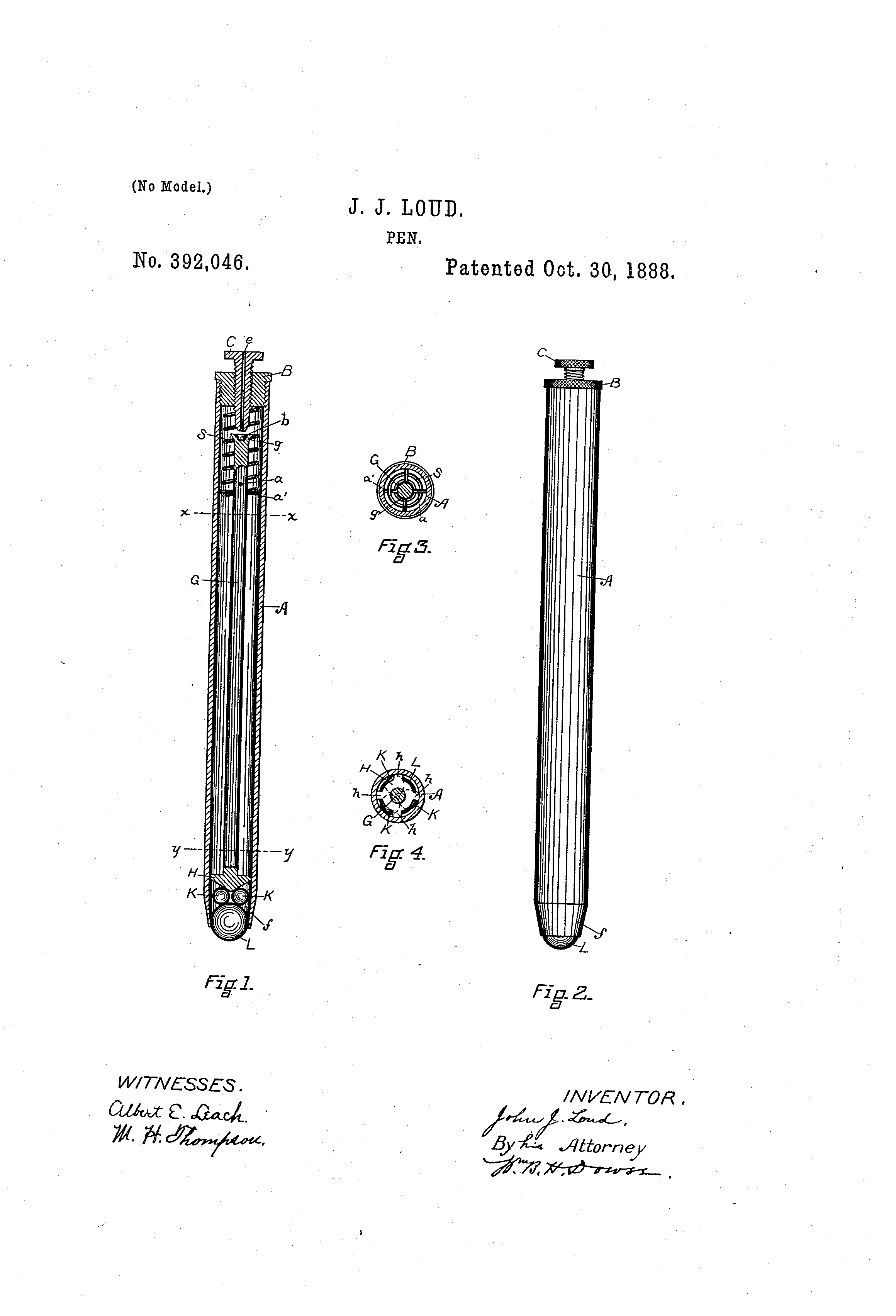
ثبت اختراع نخستین خودکار، سال ۱۸۸۸